# Martin Brauen
Martin Brauen (Bern, 15 maart 1948) is een Zwitsers antropoloog, bhutanist, tibetoloog, boeddholoog en museumdirecteur.
Brauen studeerde culturele antropologie en godsdienstwetenschap aan de Universiteit Zürich en boeddhologie aan de Universiteit van Delhi. Hij promoveerde met een proefschrift over feesten en ceremoniën in Ladakh in Zürich.
Sinds 1975 was hij leider van de afdeling Himalaya / Verre Oosten aan het volkenkundemuseum van de Universiteit Zürich en als privatdozent aan dezelfde universiteit.
In de zomer van 2008 werd hij hoofdcurator van het Rubin Museum of Art in New York.